# Санта Моника (Тексас)
Санта Моника (енгл. Santa Monica) насељено је место без административног статуса у америчкој савезној држави Тексас.

## Демографија
По попису из 2010. године број становника је 83, што је 5 (6,4%) становника више него 2000. године.
| Група             | 2000.      | 2010.      |
| Белци             | 12 (15,4%) | 13 (15,7%) |
| Афроамериканци    | 0 (0,0%)   | 0 (0,0%)   |
| Азијати           | 0 (0,0%)   | 0 (0,0%)   |
| Хиспаноамериканци | 66 (84,6%) | 70 (84,3%) |
| Укупно            | 78         | 83         |